# Sociedad Deportiva Tarazona

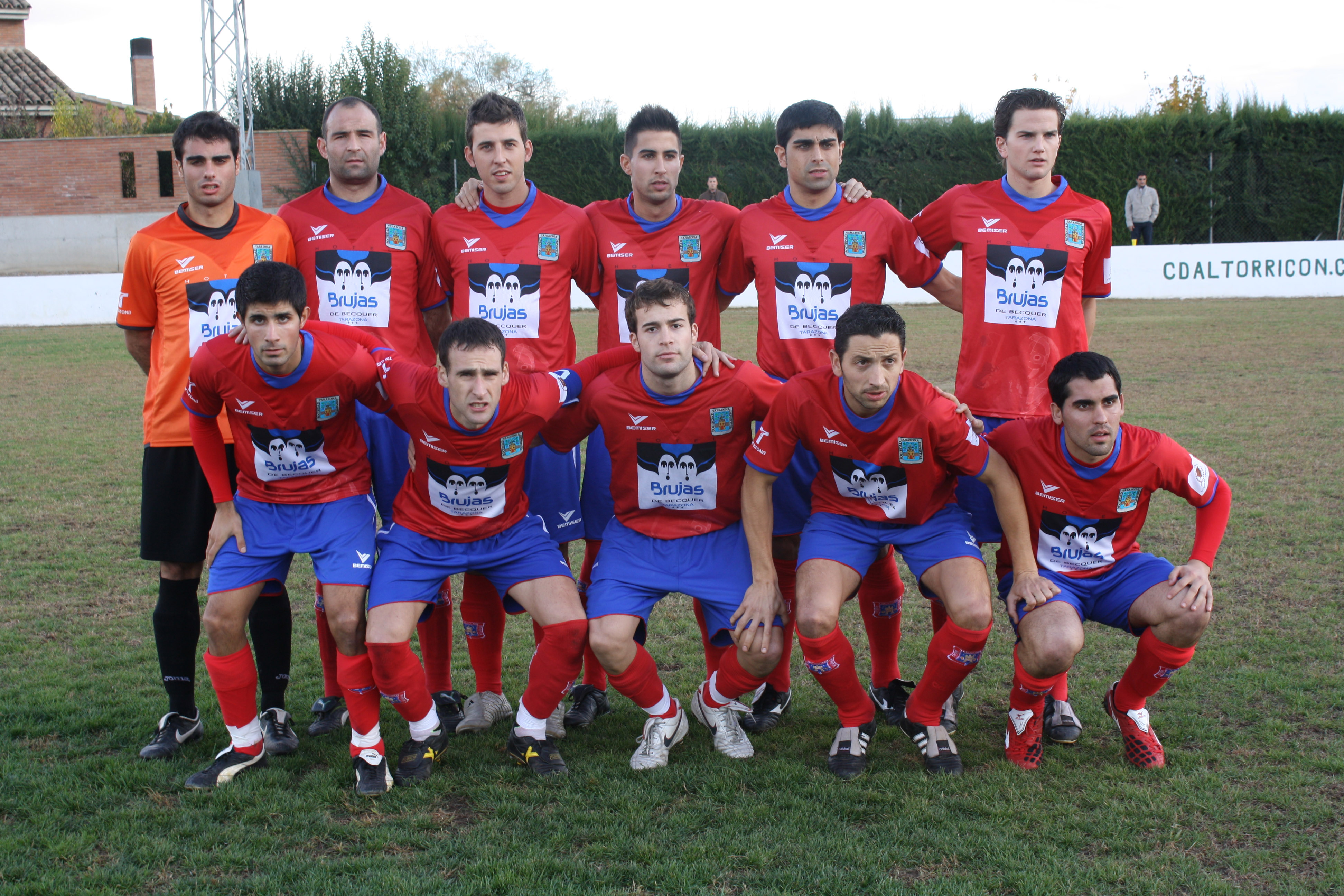
Once de la S. D. Tarazona en un partido del grupo aragonés de la Tercera División, en 2010.

La Sociedad Deportiva Tarazona es un club de fútbol español de la ciudad zaragozana de Tarazona, en Aragón, fundado originalmente en 1924. Actualmente compite en la Primera Federación.

## Historia
El fútbol nació en Tarazona con la creación de la Sociedad Deportiva Turiaso, fundado en 1924, siendo el primer partido disputado en Tarazona el que tuvo lugar el 20 de abril del mismo año entre el Turiaso y el Stadium de Zaragoza. La denominación del club varió a Sociedad Deportiva Triasú en 1936 y posteriormente a Agrupación Cultural y Deportiva Tarazona en 1960, hasta su desaparición en 1965. 
El final de los años 1960 lo marcaría una etapa en los que la ciudad quedó sin un equipo referencial, hasta que en 1970 se fundó el Club de Fútbol Eureka, el cual, en 1977, tras varios cambios de denominaciones, adoptó el nombre definitivo de Sociedad Deportiva Tarazona.
La S. D. Tarazona ha competido habitualmente entre la Tercera División de España y la Regional Preferente de Aragón. En la temporada 2009-10 ascendió a Tercera tras quince años de ausencia en la misma. En 2020 se gestó la hazaña del ascenso a la Segunda División B de España, categoría de bronce del fútbol español, en la que debutaría a la temporada siguiente (2020-21).
Cinco promociones consecutivas y ascenso
En la 2014-15 consiguió por primera vez en su historia quedar entre los cuatro primeros y disputar el play off de ascenso a Segunda División B, jugando contra el Atlético Levante, pero quedando eliminado en la primera ronda. 
En la 2015-16 el club se clasificó como tercero y cayó eliminado en tercera ronda de promoción de ascenso frente al C.D.A. Navalcarnero, tras eliminar al A.D. San Juan de Pamplona y al Ontinyent Club de Futbol.
Tras la disputa de la temporada 2016-2017 el Tarazona quedó en segunda posición, mejor posición histórica, pero no pudo conseguir el ascenso tras ser eliminado por el Unión Adarve de Madrid.
En la 2017-2018 el equipo alcanzó la cuarta posición en la liga regular. Tras pasar de ronda frente a la Sociedad Deportiva Logroñés, quedó apeado de la promoción tras caer contra Unionistas de Salamanca.
En la temporada 2018-2019 el Tarazona se proclamó campeón del grupo XVII de la Tercera División por primera vez en su historia. Este año tampoco consiguió ascender a Segunda B tras caer eliminado contra el Deportivo Alavés B una vez más en la tercera ronda.
La temporada 2019-20 fue histórica para el club. La S. D. Tarazona se enfrentó en primera ronda de Copa del Rey al Rayo Vallecano de Madrid, cayendo eliminado por un gol del conjunto madrileño en el último minuto de la prórroga. Tras el final prematuro de la competición provocado por la pandemia de COVID-19, el Tarazona volvió de proclamarse campeón del grupo aragonés de la Tercera División por segundo año. Finalmente, tras la disputa de la promoción de ascenso durante cinco años consecutivos, el equipo consiguió el ascenso a Segunda B tras ganar por 3-0 al C.D. Brea el 25 de julio de 2020.
La temporada 2020-21 vio el debut del equipo en la Segunda División B, esta campaña fue distinta a lo que se había acostumbrado a lo largo del tiempo, como consecuencia de los efectos de la COVID-19 en el calendario, la temporada fue dividida en tres fases: en la primera de ellas la S. D. Tarazona fue colocada en el Subgrupo II-B junto con otros clubes de su entorno geográfico más próximo, el equipo finalizó esa etapa en el sexto lugar de su grupo. En la segunda fase el equipo compitió para conseguir una plaza en el play-off de ascenso a la nueva Primera División RFEF, sin embargo, el Tarazona quedó eliminado de la eliminatoria y se conformó con una plaza en la nueva Segunda División RFEF.
Para la temprorada 2021-22 la S. D. Tarazona fue colocada en el Grupo III de la Segunda División RFEF. El equipo consiguió salvarse del descenso en la última jornada de la campaña y aseguró su continuidad en la cuarta categoría del balompié español.
La temporada 2022-23 vio el mayor logro en la historia de la S. D. Tarazona. El equipo finalizó la fase regular en la tercera posición del Grupo II, por lo que accedió a la promoción de ascenso a Primera Federación. En la semifinal la S. D. Tarazona apeó a la Sociedad Deportiva Compostela, por lo que se quedó a un paso del ascenso. En la serie final el Tarazona fue emparejado con el C. D. A. Navalcarnero, en el partido de ida celebrado en el Municipal de Tarazona los Turiasonenses se impusieron con un marcador de 2-1, el 10 de junio de 2023 el equipo consiguió su ascenso a la Primera Federación tras igualar a un gol con el equipo madrileño, esto gracias a la anotación de Carlos González en la prórroga, de esta manera los Rojillos consiguieron su plaza en la tercera categoría del fútbol español.

## Denominaciones
- Club de Fútbol Eureka: (1969-1977) Nombre oficial en su fundación.
- Sociedad Deportiva Tarazona: (1977-Act.) el cambio de denominación del club  llevó consigo la permuta del pantalón rojo por uno azul.[11]

## Uniforme

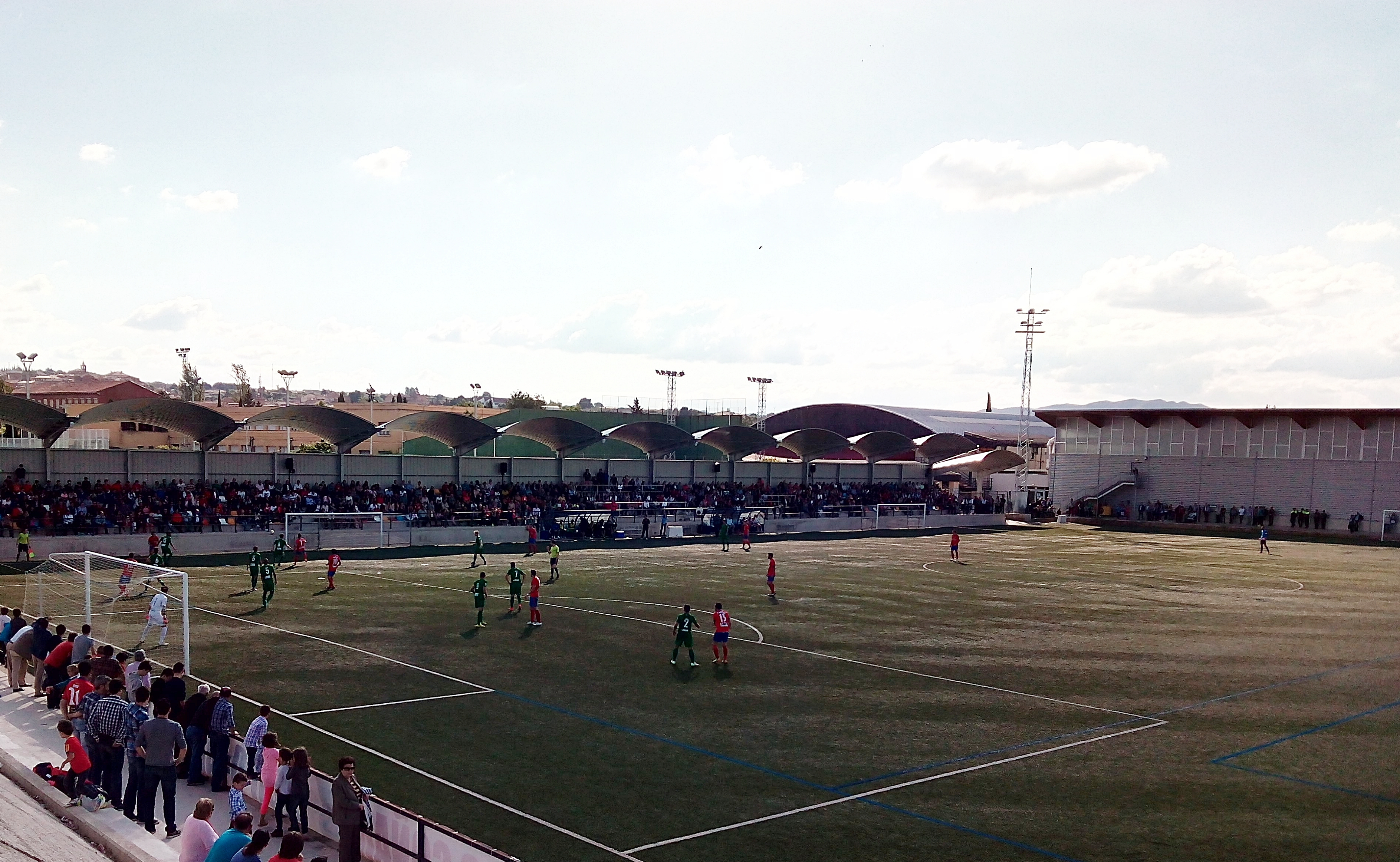
Partido del play-off contra el Atlético Levante en el Municipal de Tarazona (temporada 2014-15).

- Uniforme titular: Camiseta roja, pantalón azul y medias rojas.
- Uniforme alternativo: Camiseta blanquinegra, pantalón negro y medias blancas.
- Marca deportiva: Adidas.
- Patrocinadores principales: Patatas Río Lombo, Emypal y Ecoadvance.

## Estadio
La Sociedad Deportiva Tarazona juega sus partidos en el campo municipal de Tarazona, inaugurado en 1979 y reformado en 2023. El campo es de césped natural y dispone de una capacidad para 2.500 personas, 900 de ellas sentadas y cubiertas.
Anteriormente, los diferentes equipos que existieron en Tarazona jugaron en los campos de Puentecristo y El Alemán.
Cronología de los estadios
- Campo municipal de San Vicente (1969-1979)
- Estadio municipal de Tarazona (1979-Act.)

## Organigrama deportivo

### Plantilla y cuerpo técnico 2025-26
- Como exigen las normas de la RFEF, los jugadores de la primera plantilla deberán llevar los dorsales del 1 al 22, reservándose los números 1, 13 y 25 para los porteros. Los dorsales 23, 24 y del 26 en adelante serán para los futbolistas del filial, en este caso el equipo juvenil de la S. D. Tarazona, y también serán fijos y nominales.[13]
- Los equipos españoles están limitados a tener en la plantilla un máximo de tres jugadores sin pasaporte de la Unión Europea.

### Entrenadores
Cronología de los entrenadores
- 2011-2012: Javier Moncayo.
- 2012-2015: Ismael Arilla.
- 2015-2022: David Navarro Arenaz.
- 2022-2023: Javi Moreno.
- 2023-2024: Molo Casas.
- 2024-2025: Juanma Barrero

## Datos del club
Como Club de Fútbol Eureka / Sociedad Deportiva Tarazona (1969-Act.):
• Temporadas en Primera Federación: 2.
- Temporadas en Segunda Federación: 2.
- Temporadas en Segunda División B: 1.
- Temporadas en Tercera División: 21.
- Clasificación histórica de la Segunda División B: 357.º
- Clasificación histórica de la Tercera División: 300.º
- Participaciones en la Copa del Rey: 4.
- Mejor puesto en Copa del Rey: 1.ª ronda (en 4 ocasiones).

Como Sociedad Deportiva Turiaso / Agrupación Cultutal y Deporitva Tarazona (1924-1965):
- Temporadas en Tercera División: 9.
- Clasificación histórica de la Tercera División: 812.º

## Palmarés
Nota: en negrita competiciones vigentes en la actualidad.
| Competición nacional             | Títulos           | Subcampeonatos |
| -------------------------------- | ----------------- | -------------- |
| Tercera División de España (2/1) | 2018-19, 2019-20. | 2016-17.       |

| Competición regional                | Títulos  | Subcampeonatos             |
| ----------------------------------- | -------- | -------------------------- |
| Regional Preferente de Aragón (1/3) | 1992-93. | 1979-80, 1987-88, 1995-96. |
| Primera Regional de Aragón (1/3)    | 1972-73. | 1944-45, 1946-47, 1998-99  |